# Nederlandse Onderwatersport Bond
De Nederlandse Onderwatersport Bond (of kortweg NOB) is een Nederlandse duiktrainingorganisatie die op 10 oktober 1962 is opgericht. In 2021 waren ongeveer 265 duikverenigingen en duikscholen aangesloten, met samen zo’n 14.000 leden. De NOB is lid van de Confédération Mondiale des Activités Subaquatiques (CMAS). De bond heeft tot doel de onderwatersport (duiken) in Nederland te bevorderen en wil zich onderscheiden van andere duikorganisaties door middel van diensten als ondersteuning voor verenigingen en collectieve verzekeringen. 
De NOB biedt opleidingen met speciale aandacht voor Nederlandse duikomstandigheden met internationaal erkende brevetten. Daarnaast zijn er tal van specialisaties te behalen, zoals wrakduiken, nitrox, onderwaterfotografie en redden voor gevorderden (de basismodule redden is verplicht voor iedere 2-sterduiker).

## Opleiding voor kinderen
- ScubaDoe (Snorkelen en Duiken)

## NOB Duikopleidingen
- 1*-Duiker / Open Water Diver
- 2*-Duiker / Advanced Open Water Diver
- 3*-Duiker / Dive Master en Rescue Diver/Oxygen Provider
- 4*-Duiker / Master Scuba Diver

## Specialisaties
Ingangsniveau: 1*-Duiker
- Onderwaterbiologie
- Onderwateroriëntatie
- Nitrox duiken basis (#)
- Digitale onderwaterfotografie
- Droogpakduiken
- Redden (verplicht bij de 3*-Duikbrevet)

Ingangsniveau: 2*-Duiker
- Volgelaatsmasker
- Wrakduiken (#)
- Driftduiken
- IJsduiken (#)
- Zoeken en Bergen

Ingangsniveau: 3*-Duiker
- Decompressieduiken (#)
- Nitrox duiken gevorderd (#)
- Grotduik technieken voor open water (#)

(#) Mag gegeven worden door een 2*-Instructeur, instructeur-trainer, docent of 3*-Instructeur die zelf de specialisatie gevolgd heeft én de aanvullende instructeuropleiding heeft gevolgd. 
Andere specialisaties: mag gegeven worden door een 2*-Instructeur, instructeur-trainer, docent of 3*-Instructeur die zelf de specialisatie gevolgd heeft.

## Instructeursopleidingen
- 1*-Instructeur / Assistant Instructor
- 2*-Instructeur / Instructor
- 3*-Instructeur / Master Instructor
- Instructeur Trainer / Instructor Trainer
- Docent / Instructor-Certifier

## Europese normen
De NOB is gecertificeerd door de EUF - European Underwater Federation (kenmerk: EUF CB 2008001):
- 1*-Duiker → EN-14153-2: Autonomous Diver
- 2*-Duiker → EN-14153-2: Autonomous Diver
- 3*-Duiker → EN-14153-3: Dive Leader
- 1*-Instructeur → EN-14413-1: Scuba Instructor Level 1
- 2*-Instructeur → EN-14413-2: Scuba Instructor Level 2

## Ledenaantallen
Hieronder de ontwikkeling van het ledenaantal en het aantal verenigingen:
| Jaar | Ledenaantal | Verenigingen |
| ---- | ----------- | ------------ |
| 2023 | 11.675      | 241          |
| 2022 | 11.775      | 248          |
| 2021 | 12.562      | 250          |
| 2020 | 12.910      | 253          |
| 2019 | 13.122      | 267          |
| 2018 | 13.603      | 265          |
| 2017 | 13.409      | 269          |
| 2016 | 14.043      | 289          |
| 2015 | 16.121      | 294          |
| 2014 | 16.552      | 280          |
| 2013 | 17.074      | 286          |
| 2012 | 17.534      | 254          |
| 2011 | 17.507      | 283          |
| 2010 | 17.917      | 295          |
| 2009 | 18.376      | 253          |
| 2008 | 18.754      | 262          |
| 2007 | 19.110      | 266          |
| 2006 | 18.844      | 269          |
| 2005 | 17.421      | 304          |
| 2004 | 20.349      | 298          |
| 2003 | 18.918      | 298          |
| 2002 | 19.259      |              |
| 2001 |             | 254          |
| 1999 | 18.170      | 257          |
| 1996 | 16.489      | 250          |
| 1993 | 14.971      |              |
| 1990 | 12.677      |              |
| 1987 | 11.201      |              |
| 1984 | 9.426       |              |
| 1981 | 8.994       |              |
| 1978 | 7.800       |              |